# Łomaczanka
Łomaczanka (ukr. Ломачанка) – wieś na Ukrainie w rejonie kowelskim obwodu wołyńskiego.